# Hola Guapa
Hola Guapa is het pseudoniem van een driekoppig schrijverscollectief dat sinds 2003 voor de Vlaamse film en televisie schrijft. Alain Quateau, Koen Sonck en Lieven Scheerlinck schreven en schrijven scenario's voor de tv-series Code 37 (VTM), Aspe (VTM), Zone Stad (VTM), Witse (VRT), Spoed (VTM) en Rupel (VTM). Hun langspeelfilmscenario Chasse Patate haalde de eindfase van Faits Divers 2, het filmconcours georganiseerd door VTM en het VAF.